# FOKA-öböl
A FOKA-öböl Budapesten, a XIII. kerületben (Angyalföldön) az Újpesti-öböltől délre az 1960-as évek körül a kavicsbányászat eredményeként alakult ki. A tévhit ellenére nem a fókáról mint állatról kapta a nevét, hanem az első üzemeltetőjéről, a Folyamszabályozási és Kavicskotró Vállalatról. (Jelenlegi üzemeltető: Dunapart Kft.)
Tevékenysége a túlméretes és túlsúlyos (230 tonnáig) áruk ki és berakása darukkal. Emellett a túlméretes berendezés rakodásának megtervezése és az emelési, rakodási tervek elkészítése.
A jelenleg is épülő Duna parti Danubio lakóparkhoz innen szállítják a sódert amelyet még a Folyamszabályozó és Kavicskotró Vállalat termelt ki sódermalmokkal.